# 銀羊魚
銀羊魚為輻鰭魚綱鱸形目鱸亞目鬚鯛科的其中一種，分布於西南太平洋區，包括巴西、烏拉圭、阿根廷海域，棲息深度20-60公尺，本魚身體背部微紅，腹部粉紅色。第一背鰭硬棘附近具大斑塊或烏黑帶，尾鰭黑色，胸鰭和腹鰭紅色，臀鰭基部乳白色，臉頰和前鰓蓋骨銀白色，背鰭硬棘8枚，背鰭軟條8枚，臀鰭硬棘2枚，臀鰭軟條6枚，體長可達30公分，棲息在礁石區，可做為食用魚。